# Leptadrillia
Leptadrillia is een geslacht van weekdieren uit de klasse van de Gastropoda (slakken).

## Soorten
- Leptadrillia campechensis Fallon, 2016
- Leptadrillia cinereopellis Kuroda & Oyama, 1971
- Leptadrillia elissa (Dall, 1919)
- Leptadrillia firmichorda McLean & Poorman, 1971
- Leptadrillia flavomaculata Fallon, 2016
- Leptadrillia guianensis Fallon, 2016
- Leptadrillia histriata Fallon, 2016
- Leptadrillia incarnata Fallon, 2016
- Leptadrillia lizae Fallon, 2016
- Leptadrillia loria Bartsch, 1934
- Leptadrillia lucaya Fallon, 2016
- Leptadrillia luciae Fallon, 2016
- Leptadrillia maryae Fallon, 2016
- Leptadrillia moorei Fallon, 2016
- Leptadrillia parkeri (Gabb, 1873) †
- Leptadrillia profunda Fallon, 2016
- Leptadrillia quisqualis (Hinds, 1843)
- Leptadrillia splendida Bartsch, 1934
- Leptadrillia violacea Fallon, 2016